# 인순창
인순창(印淳昌, 1919년 4월 8일 ~ 2010년 1월 23일)은 대한민국의 독립운동가이다.
본관은 교동(喬桐)이고 호(號)는 곡정이다.

## 생애

### 독립 운동
평안남도 진남포(鎭南浦) 출생인 그는 1938년에서 1941년까지 중화민국 육군 군통국(軍統局) 요원으로 근무하다가 1941년 대한광복군 제2지대에 입대하였고 예하 분대장 복무하다가 그 후 대한광복군 제2지대 제9전구 예하 적지공작원으로 베이징(北京), 정저우(鄭州) 등지에서 초모 공작활동을 전개하면서 많은 성과를 거두었고 1945년 정저우에서 8.15 조선 광복을 목도하였다. 이후 조선 고국에 귀국하였다.

## 학력
- 평안남도 평양광성고등보통학교
- 북경 흥아학원
- 서울대학교

## 정당 당원 관련 이력
- 前 한국독립당 초급행정위원(1946년 ~ 1955년)
- 前 자유당 자치행정연대위원(1955년 ~ 1957년)
- 前 한국독립당 상임위원(1957년 ~ 1968년)
- 前 민주공화당 상임위원(1969년 ~ 1976년)
- 前 민주정의당 특임촉탁위원(1986년 ~ 1987년)
- 前 신민주공화당 전임위원(1988년 ~ 1989년)
- 前 민주자유당 특임촉탁위원(1990년 ~ 1991년)
- 前 자유민주연합 특임촉탁위원(1995년 ~ 1996년)

## 서훈
- 대한민국 정부는 그의 공훈을 기리고자 1982년 대한민국 대통령 표창장과 1990년 대한민국 건국훈장 애족장을 수여하였다.